# Ardennes (série télévisée)
Pour les articles homonymes, voir Ardennes.
Production
Diffusion
Ardennes est une série télévisée française réalisée par Josée Dayan d'après un scénario de Patrick Renault.
Cette fiction policière est une coproduction de Passionfilms et Gaspard & Co pour France 2.

## Distribution
- David Hallyday : Olivier Rimbaud
- Lubna Azabal : commissaire Anna Charou
- Ben Attal : Jeff Perez
- Pol White : Sekou
- Samuel Mercer :
- Natacha Boutet :
- Aminthe Audiard :

## Production

### Genèse et développement
Cette fiction policière, actuellement limitée à un épisode pilote, est une coproduction de Passionfilms et Gaspard & Co pour France 2,.
La série est créée et écrite par Patrick Renault et réalisée par Josée Dayan,,,,.
La production est assurée par Josée Dayan.

### Attribution des rôles
Le rôle principal est tenu par le fils du chanteur Johnny Hallyday, David Hallyday, qui a déjà joué en télévision dans un épisode de la série Capitaine Marleau de Josée Dayan aux côtés de Corinne Masiero en 2023 : « J'ai la chance de pouvoir re-tourner avec Josée Dayan, aux commandes d'une nouvelle série qui va s'appeler Ardennes pour France Télévisions, France 2 plus précisément. J'avais déjà eu l'opportunité de bosser avec elle sur un des épisodes de Capitaine Marleau. Et voilà, c'est un tout nouveau projet que l'on fait ensemble […] Ce sont des enquêtes criminelles, mais ce sont des personnages qui évoluent, qui changent et que l'on découvre au fur et à mesure. Cela va être super excitant de commencer. »,,.

### Tournage
Le tournage du pilote de la série se déroule du 9 au 27 juin 2025 à Reims et à Châlons-en-Champagne, dans le département français de la Marne en région Grand Est,,,.

### Fiche technique
Sauf indication contraire, les informations mentionnées dans cette section peuvent être confirmées par les bases de données cinématographiques  présentes dans la section « Liens externes ».
- Titre français : Ardennes
- Genre : Policier[4],[6],[5]
- Création :
- Réalisation : Josée Dayan[1],[2],[3],[4],[6],[7],[5]
- Scénario : Patrick Renault[3]
- Production : Josée Dayan[3]
- Sociétés de production : Passionfilms et Gaspard & Co[1],[2]
- Sociétés de distribution : France Télévisions[1],[2],[3],[6],[7]
- Pays de production :  France
- Langue originale : français
- Format : couleur
- Nombre de saisons : 1
- Nombre d'épisodes :
- Durée : 90 minutes[1],[2]
- Dates de première diffusion :